# П'єр Дюпон
П'єр Самуель дю Понт (15 січня 1870 — 4 квітня 1954) — французько-американський підприємець, бізнесмен, благодійник та член видатної сім'ї Дюпон.
Він був президентом EI du Pont de Nemours і компанії з 1915 по 1919 рік і служив у своїй раді директорів до 1940 року. Він також керував General Motors 1915—1920, став президентом GM у 1920 році і служив на GM рада директорів до 1928 року. Серед інших відомих досягнень він був одним із засновників правління державного будівництва імперії, який відкрився в 1931 році.

## Спуск
Дю Пон був названий на честь свого прапрада — французького економіста П'єра Самуеля де Помур де Немураса (якого після виборів до Установчих зборів було присвоєно благородний суфікс «Де Немур») та патріарха сім'ї Дон Понт. Дю Понт де Немур емігрував до Америки з родичами, включаючи його сина, Eleuthère Irénée du Pont, який заснував компанію DuPont у 1802 році, а їх нащадки складають одну з найбагатших американських бізнес-династії двох наступних століть.

## Раннє життя та освіта
П'єр С. Дю Пон народився 15 січня 1870 року на сімейному маєтку біля Уілмінгтона, штат Делавер. Він був старшим із трьох синів, народжених Ламмот дю Понтом та Мері Беліним. Він закінчив з хімії в MIT в 1890 році і став помічником керівника в Елетеріані Міллс на річці Брандвін.

## Рання ділова кар'єра
Він і його двоюрідний брат Френсіс Гарні дю Понт розробили перший американський бездимний порошок у 1892 році на заводі Carney's Point в Нью-Джерсі.
Більшу частину 90-х років він провів працювати з керівництвом у сталевої фірмі, частково що належить Дюпон (головним чином Т. Коулмен дю Пон), Джонсон-стріт Рейнджерс компанією в Джонстауні, штат Пенсільванія. Тут він навчився справлятися з грошима від президента компанії Артура Мокшама. У 1899 році, незадоволений консервативним керівництвом Дюпон, він вийшов і взяв на себе компанію Джонсон. У 1901 році, коли Дю Понт керував ліквідацією активів компанії Джонсон у Лорейн, штат Огайо, він використовував Джона Дж. Раскоба як приватного секретаря, почавши довго й вигідно ділові та особисті стосунки між цими двома.

## Розширення DuPont

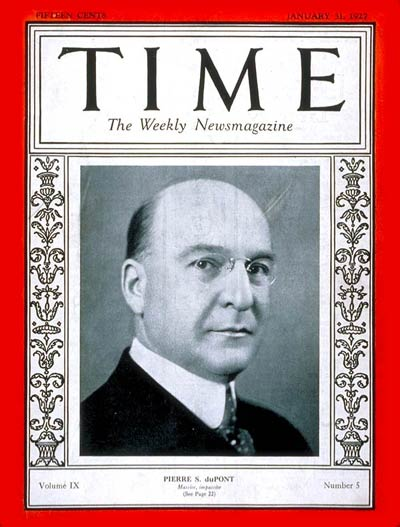
П'єр С. Дю Пон на обкладинці журналу TIME

Він і його двоюрідні брати Альфред І. дю Понт і Т. Коулмен дю Понт купили EI du Pont de Nemours і Company в 1902 році, щоб зберегти компанію в сімейних руках після смерті її президента Євгена І. дю Понта . Вони збираються купувати менші порошкові фірми. До 1914 року під час хвороби Колемана Дюпона П'єр дю Пон служив скарбником, виконавчим віце-президентом та виконуючим обов'язки президента.
У 1915 році група на чолі з П'єром, до складу якої входили сторонні особи, купила акції Колемана. Альфред образився і засудив П'єра за порушення довіри. Чотири роки потому справа була вирішена на користь П'єра, але його відносини з Альфредом сильно постраждали, і після цього вони не говорили.
П'єр служив президентом Дюпон аж до 1919 року. П'єр дав компанії DuPont сучасну структуру управління та сучасну облікову політику та зробила концепцію рентабельності інвестицій першочерговою. Під час Першої світової війни компанія швидко зросла завдяки авансовим платежам на контракти з бойових дій сухопутних військ. Він також створив багато інших інтересів компанії DuPont в інших галузях промисловості.
Він був представлений на обкладинці журналу Time журналу 31 січня 1927 року. У тому ж році він був обраний почесним членом Товариства штату Делавер в Цинциннаті.

## General Motors
Дю Пон був значною фігурою успіху компанії General Motors, створивши значні особисті інвестиції в компанію, а також підтримку пропозиції Раскоба щодо того, щоб компанія «Дюпон» інвестувала в автомобільну компанію. П'єр дю Пон подав у відставку головування ГМ у відповідь на суперечку Г. М. президента Альфреда Слоана з Раскобом щодо участі Раскоба з Національним комітетом демократії. Коли Дю Пон пішов у відставку з Ради директорів, GM була найбільшою компанією у світі.

## DuPont і MIT

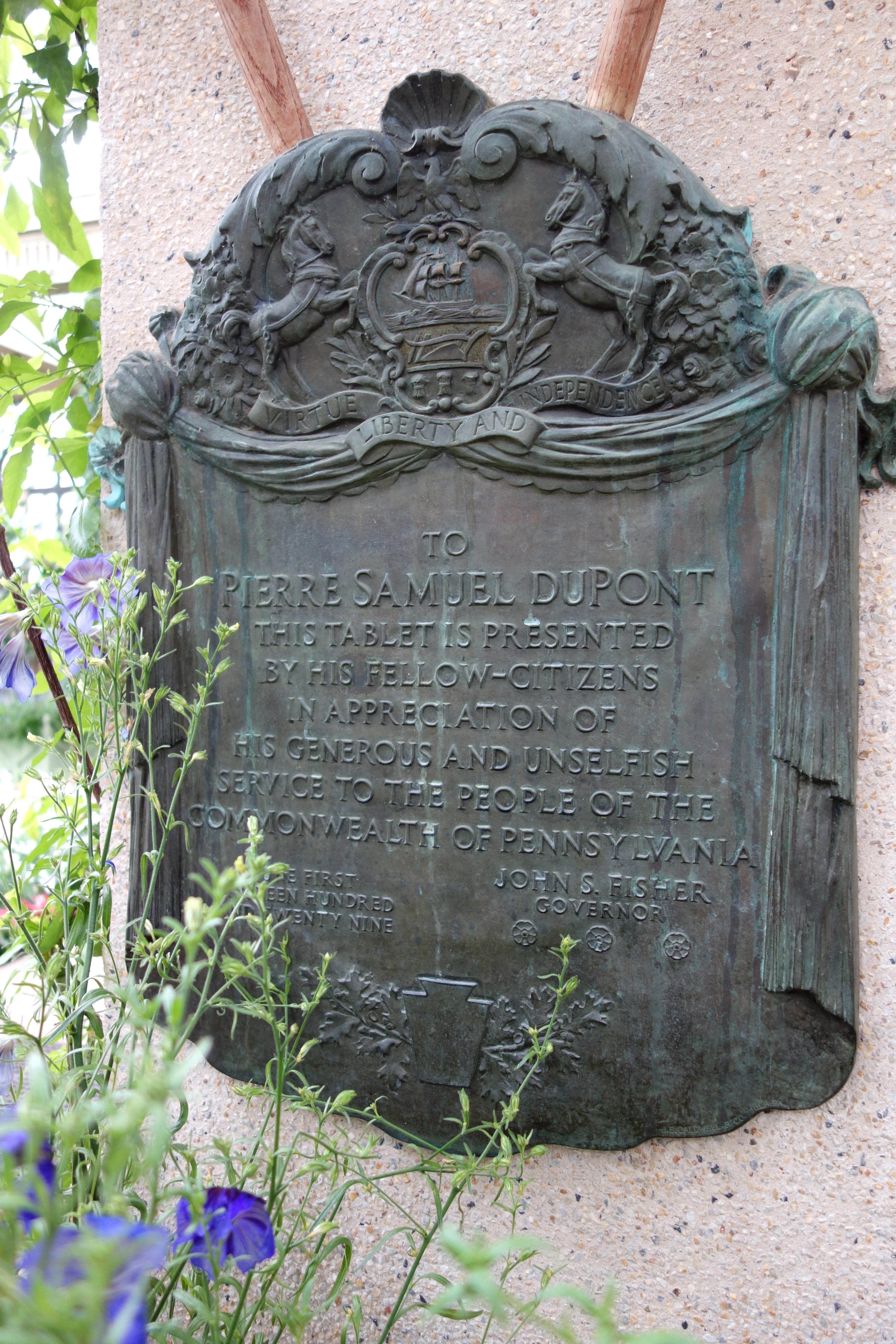
Меморіальна дошка П'єр Семюель де Пон в Гардені Лонгвуд

Дю Пон був одним з перших із багатьох його членів сім'ї для відвідування Массачусетського технологічного інституту. Обидва його молодші брати, Ірене де Понт (1897) і Ламмот ду Понт II (1901), закінчили MIT. Дю Понт, його відносини та корпорація Дюпон були щедрими благодійниками протягом багатьох років, і допомагали створювати університетські фонди, стипендії та кафедри. Коли МІТ переїхав до свого поточного розташування в Кембриджі в 1917 році, П'єр, Т. Коулмен дю Понт і Чарльз Хейден подарували 215 000 доларів для розміщення кафедри гірничої справи та металургії (зараз — кафедра матеріалознавства та машинобудування).
Дю Пон служив на кількох колегах та комітетах, а з 1916 по 1951 рр. — членом корпорації MIT, піклувальної ради університету. Поряд з братом Ламмот він отримав честь бути емеритом члена життя, коли він вийшов з дошки у 1951 році.
У 2000 році було сформовано Альянс DuPont MIT (DMA). Протягом наступних 10 років корпорація DuPont подарувала університету 55 мільйонів доларів, щоб фінансувати до 20 різних дослідницьких проектів .

## Вихід на пенсію та спадщина

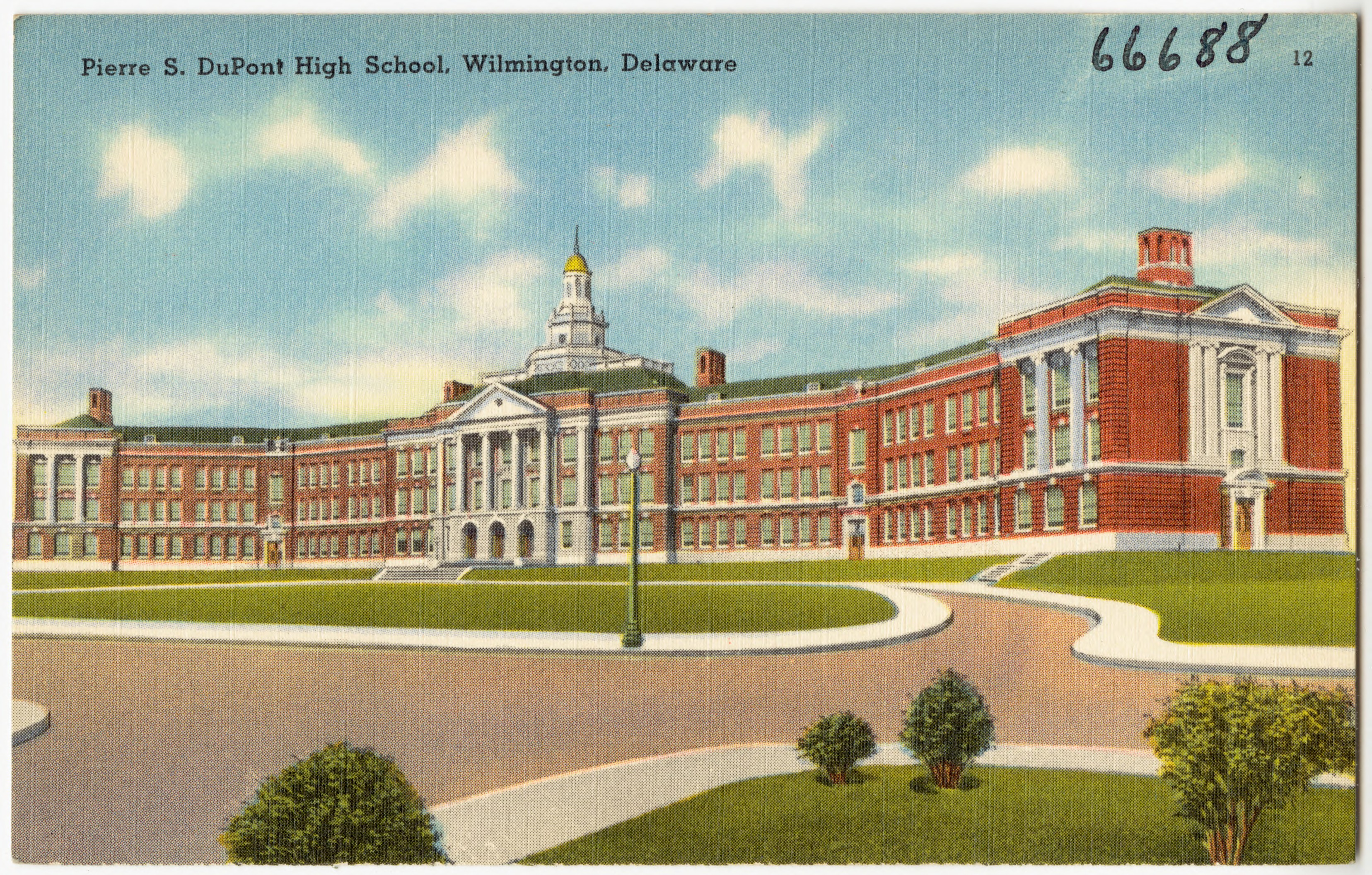
П'єр С. Дюпон середня школа, Вілмінгтон, штат Делавер

П'єр звільнився з правління Дюпон у 1940 році. Він також служив у Делавардській колегії освіти та пожертвував мільйони на державні школи штату Делавер, фінансуючи заміни застарілих негритянських шкіл штату Делавер.
Він зробив значний внесок у спадщину Дю Понта з його дослідженнями в галузі генеалогії. Його книга "Генеалогія сім'ї Дюпон", 1739—1942, опублікована в 1943 році. Він помер 4 квітня 1954 року.

### P. S.
Дюпон середня школа у Вілмінгтоні названа на його честь. Будинок в Університеті штату Делавер, Du Pont Hall також називається для нього. Він має офіси та лабораторії для інженерного коледжу.
Дюпон славиться відкриттям його особистої нерухомості, Longwood Gardens, з його красивими садами, фонтанами та консерваторією, для широкої публіки. Його будівництво було натхненне його міжнародними подорожами, відвідування великих садів світу. Він був бакалавром до 45 років. Він одружився з його двоюрідною сестрою Алісою Беліном в 1915 році після смерті своєї матері, і не мав дітей.